# Kim Friele
Karen-Christine "Kim" Friele, född Wilhelmsen den 27 maj 1935 i Bergen, död 22 november 2021, var en norsk författare och aktivist inom den homosexuella rörelsen, och partner till Wenche Lowzow. Friele var sedan 1989 statsstipendiat.
Friele var en kort period gift med advokat Ole Friele jr. År 1977 träffade hon sin blivande fru  politikern Wenche Lowzow och paret ingick registrerat partnerskap, som de första efter att det blev tillåtet, i Oslo rådhus den 6 augusti 1993.
Friele har arbetat aktivt för homosexuellas ekonomiska, sociala och politiska rättigheter, och var ordförande i gayorganisationen Det Norske Forbundet av 1948 (DNF-48) mellan 1966 och 1971, och generalsekreterare för samma förbund 1971–1989. Hon har bland annat gett ut Paragraf 213 – onde eller nødvendighet (red., 1970), Fra undertrykkelse til opprør (1975), De forsvant bare (1985), Fangene med rosa trekant – aldri mer? (1995) samt memoarboken Troll skal temmes (1990). Hon fick Fritt Ord-priset 1978 som hon dock lämnade tillbaka 2009 i protest mot att Nina Karin Monsen fick priset.
Friele avled vid 86 års ålder i sitt hem den 22 november 2021 och begravdes i Oslo domkyrka på statens bekostnad i närvaro av bland andra drottning Sonja och kronprinsessan Mette-Marit. Statsminister Jonas Gahr Støre höll tal för Friele som var hedersmedlem av arbeiderpartiet.

## Utgivning
- Homofili (1972)
- Fra undertrykkelse til opprør. Om å være homofil – og være glad for det (1975)
- Homofil frigjøring – ditt ansvar (1980)
- De forsvant bare...: Fragmenter av homofiles historie (1985) ISBN 82-05-16382-0
- Troll skal temmes (1990)
- Fangene med rosa trekant – aldri mer? Et femtiårsminne (1995) ISBN 82-7419-027-0